# Euchromia egestosa
Euchromia egestosa là một loài bướm đêm thuộc phân họ Arctiinae, họ Erebidae.